# Hình tượng con dê trong văn hóa
Trong các loài gia súc, con dê là loài có ý nghĩa tinh thần phong phú và có giá trị biểu tượng cao. Nó thể hiện vai trò gần gũi mà quan trọng, tạo ra những ảnh hưởng mạnh mẽ, đa dạng, tích cực tới đời sống văn hoá của nhiều nước. Điểm tương đồng giữa hai nền văn hóa phương Đông và phương Tây về hình tượng của con dê có điểm tương đồng đó là, dê là biểu tượng cho tính dục cùng với khía cạnh tiêu cực là thói dâm đãng, sự thô tục, và dê còn là vật hiến tế trong các nghi lễ ở các nền văn hóa.
Từ ca dao đến tục ngữ, thành ngữ, từ truyện thần thoại đến cổ tích, từ phong tục đến lễ hội hình ảnh con dê góp mặt trong văn hóa dân gian các dân tộc trên thế giới. Trong văn hóa phương Đông dê là một trong 12 con giáp, đại biểu cho địa chi (Mùi), và được coi là con giáp may mắn, biểu tượng cho phát lộc phát tài, nó cũng nằm trong tam sinh lục súc (三牲六畜), trong văn hóa phương Tây, dê nằm trong 12 cung Hoàng đạo với hình tượng Ma Kết, dê còn xuất hiện trong thần thoại Hy Lạp, Bắc Âu và đặc biệt là trong Kitô giáo với hình tượng con dê gánh tội.
Là một biểu tượng phong phú, xuất hiện lâu đời từ thời tiền sử loài người, trong đời sống vật chất và tâm linh, từ Đông sang Tây, biểu tượng dê phong phú và phức tạp, sừng dê cái biểu tượng sức sản sinh phồn thịnh. Dê đực tượng trưng cho mãnh lực và nhu cầu tính dục vì loài dê vốn tràn đầy sinh lực tình dục trong thực tế một con dê đực có thể giao phối với cả đàn dê cái khác và cũng từ đây con dê lại bị nhìn nhận là đại diện cho thói dâm đãng với hình tượng con dê già hay máu dê của đàn ông. Ngoài ra, dê còn là biểu tượng cho sự hiến tế ở các hai nền văn hóa Đông-Tây.

## Phương Tây

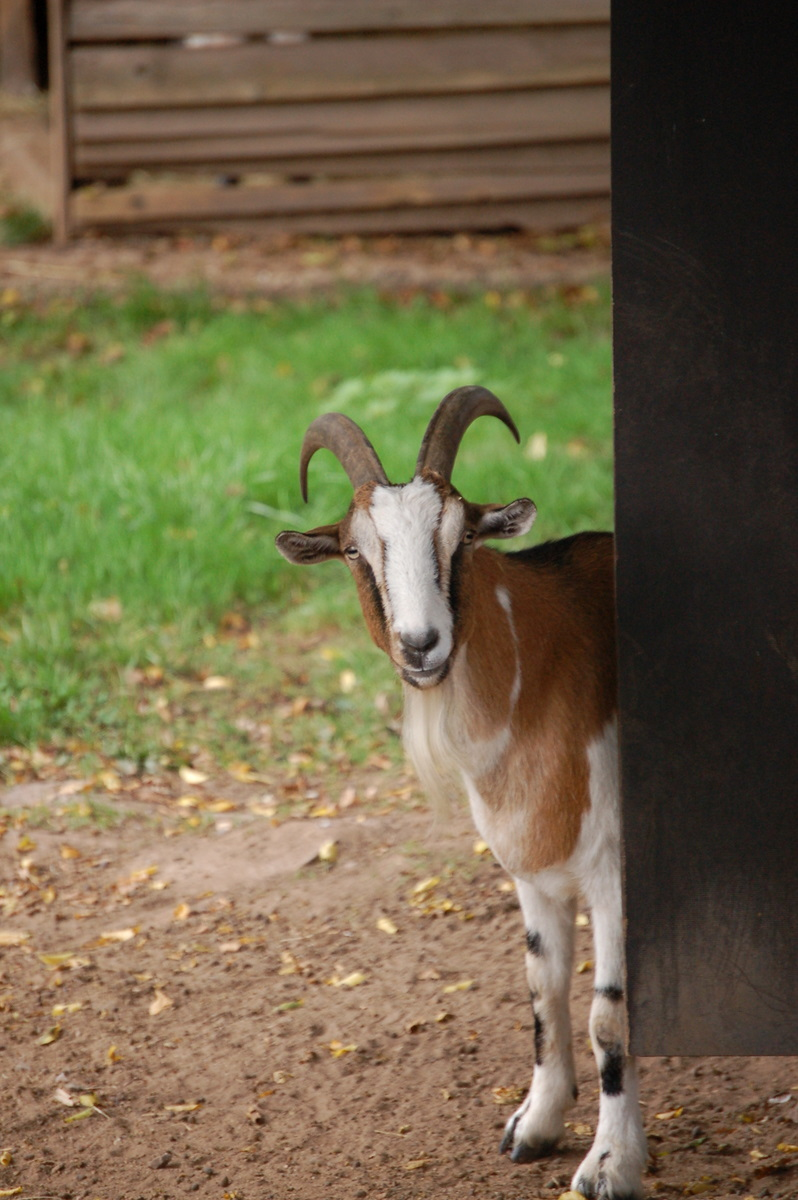
Hình tượng con dê phổ biến trong Kinh thánh

Trong văn hóa phương Tây, dê là một trong 12 biểu tượng của Cung Hoàng Đạo. Dê còn làm hình tượng cho Dionyos. Trong bi kịch, một thể loại văn học lớn lao của nhân loại, tiếng Hy Lạp là tragôidia bắt nguồn từ tragos, nghĩa là con dê đực. Biểu tượng của Ma Kết có hình ảnh của chữ 'v' cho đầu của một con dê biển, bởi vì chòm sao Ma Kết được tìm thấy ở phía Nam trên bầu trời hoàng đạo. Cũng có những ý kiến cho rằng biểu tượng này diễn tả một con dê đang khuỵ gối. Chòm sao này thường được mô tả là một con dê với đuôi cá. Ma Kết đôi khi được ví như là một con dê biển, hay thỉnh thoảng là một con dê trên cạn.
Từ dê đực sang dê cái hình tượng đã đổi giá. Dê cái là hình ảnh đáng kính yêu trong các huyền thoại phương Tây, là nghĩa mẫu của thần Zeus, là bóng dáng con người gian nan vượt núi trèo non đeo đuổi cuộc sống và lý tưởng, sừng dê cái biểu tượng sức sản sinh phồn thịnh. Ngược lại, dê đực tượng trưng cho mãnh lực và nhu cầu tính dục. Trong các xã hội xưa, đạo đức và tôn giáo tìm cách kìm hãm bản năng tính dục, thì sinh lực của chàng dê bị bêu riếu, phê phán, bị sử dụng như một thứ "dê tế thần, dê sứ giả " (bouc émissaire, scape coat)

### Hy Lạp-La Mã
Một truyền thuyết nói rằng khi vị thần dê Pan bị tấn công bởi con quái vật Typhon, ông ngâm mình xuống sông Nin, phần phía trên mặt nước vẫn là dê, nhưng phần ở dưới nước đã hóa thành cá. Trong huyền thoại Hy Lạp con dê đực còn là hình tượng của thần Pan, thủy tổ của mục đồng, ngày xưa là kẻ chăn dê, Pan sống trên non cao, thổi sáo làm bằng ống sậy để tưởng nhớ giọng nói của người yêu đã lẫn hồn vào lau lách. Nhưng thần thoại Hy Lạp không nói đến dê biển mà nói đến Pan, một bán thần hay Á thần (demigod) có nửa trên là người nửa dưới là dê. Ông là con của thần Hermes và một nữ thần rừng (Nymph). Trong văn hóa Babylon, Capricorn hay dê biển (Seagoat) là hình ảnh của nam thần xứ Babylon, đầy quyền năng tên là Ea. Ông có nửa dưới cơ thể là cá, đầu và mình dê. Ban đêm, vị thần sống trong đại dương nhưng mỗi ngày đều ngoi lên để canh giữ đất liền. 

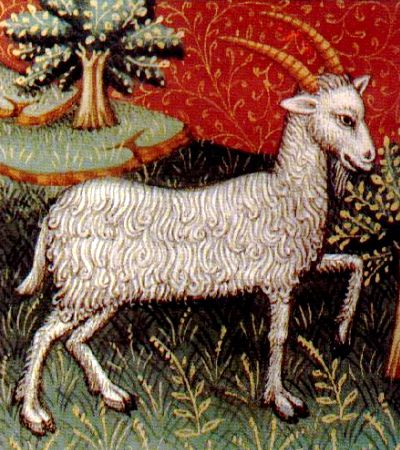
Bạch dương

Thần thoại Hy Lạp, La mã ghi lại Zeus- Jupiter chúa tể các vị thần, lúc sinh ra bú sửa dê pha với mật ong. Khi tế thần người ta phải dâng dê, bò thui đốt. Tế thần Hecmet cũng phải có mật ong, bánh ngọt, heo và dê con. Trong truyền thuyết Hy Lạp còn có kể về quái vật dê - Yale (tiếng Latin: eale, tiếng Do Thái: ל, yael tức là con dê núi) với những đặc điểm của thân hình một con dê nhưng kết hợp có hàm lợn. Yale được miêu tả trong thần thoại Hy Lạp cổ như một con dê với cặp sừng lớn và có sức mạnh rất lợi hại. Loài vật này có kích thước bằng con hà mã, bộ hàm giống loài lợn và có bộ lông màu vàng hoặc nâu. Tên của chúng bắt nguồn từ một từ có nghĩa là "có thể quay lại" trong tiếng Hy Lạp, ý muốn nói sừng của loài Yale có khả năng quay và thay đổi hướng để tấn công con mồi và đối thủ ở bất cứ phương hướng nào. Ngoài chức năng tự vệ, cặp sừng này còn dùng để săn mồi bằng cách đâm xuyên qua con mồi.
Vào thời cổ La Mã, trong lễ hội Lupercalia cử hành vào ngày 15 tháng Giêng đầu năm, các thầy tế dâng lên thần linh một con dê và một con chó để cầu cho mưa thuận gió hòa và mọi người được sạch tội. Da dê sau đó được chia ra từng mảnh nhỏ để các chàng trai mang trong mình như lá bùa giúp mùa màng tươi tốt. Phụ nữ La Mã cũng tìm đủ cách để chạm được tay vào miếng da dê tế thần vì họ tin tưởng rằng làm như vậy sẽ sinh nở dễ dàng hơn. Vì vậy, sau hội Lupercania, nhiều đôi trai gái nên duyên nhờ miếng da dê.

### Bắc Âu
Trong thần thoại Bắc Âu, Thần Thor cưỡi trên một cỗ xe được kéo bởi hai con dê đực, mỗi khi người Bắc Âu cổ xưa nghe tiếng sấm, họ sẽ nói rằng thần Thor đang cưỡi cỗ xe của ông đến. Khi Thor cưỡi cỗ xe dê đến đấu trường, tên khổng lồ đá có trái tim nhát gan nên bỏ chạy mất. Thor quăng búa sét đánh Hrungnir, còn tên khổng lồ quăng một cặp sừng lên đánh Thor. Chiếc búa đụng phải cái sừng văng mất, nhưng một mảnh vỡ của cái sừng đánh trúng đầu Thor.

### Kitô giáo

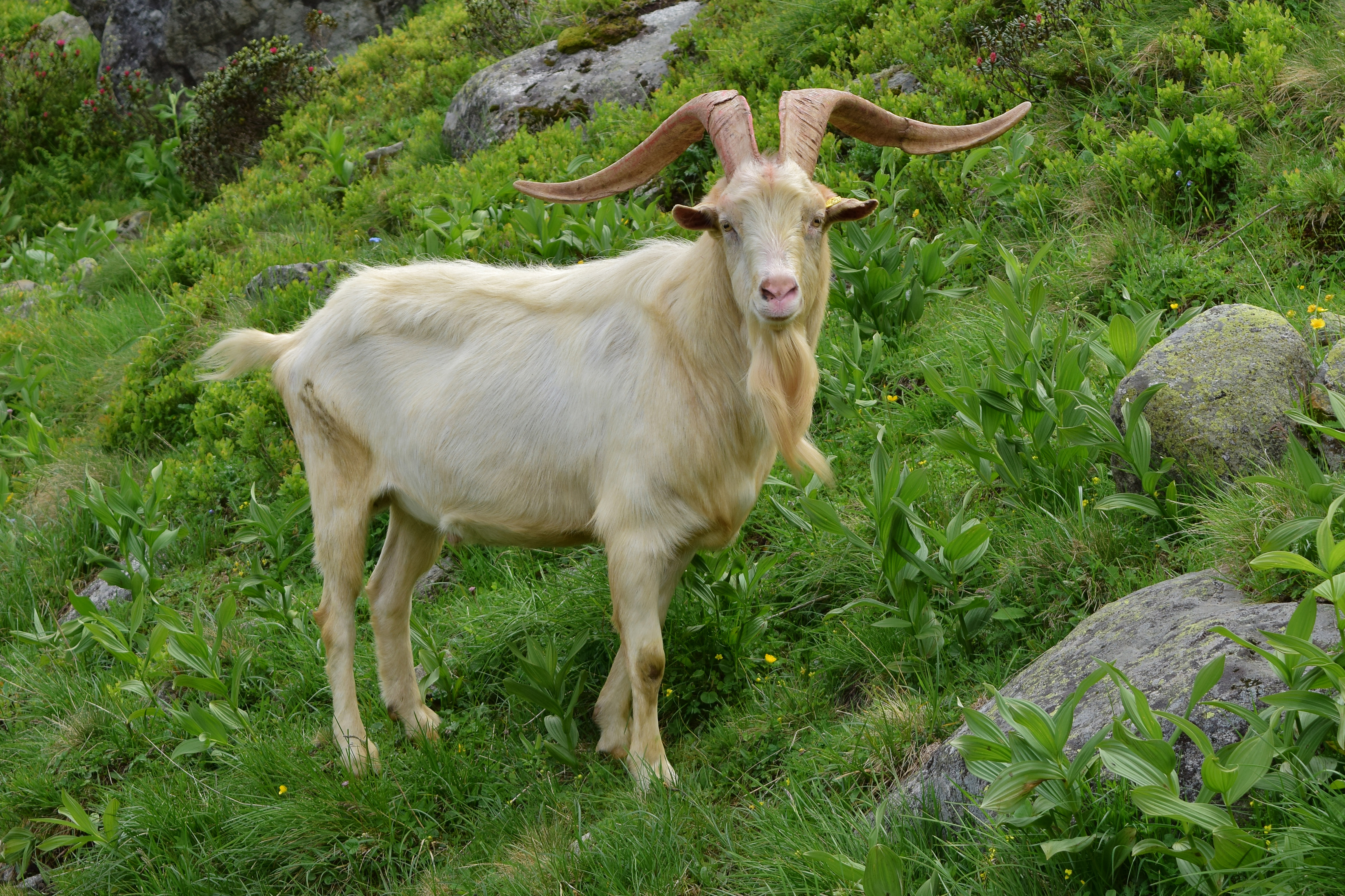
Con dê gánh tội hay còn gọi là oan dương

Trong Kitô giáo, hình ảnh con chiên, con dê rất gần gũi với người Do Thái từ mấy ngàn năm nay. Đức chúa Giêsu chào đời trong máng cỏ tại một hang có nhiều dê, chiên, lừa... thở hơi ấm. Ngoài ra, hình ảnh con chiên, con dê hy sinh, nhận lãnh làm của đền tội cho dân Do Thái không một lời than van thực ra là hình ảnh của chúa Giêsu gánh nhận trên vai mọi tội lỗi của nhân loại, như lời tiên tri Isaia đã nói trước 700 năm: "Người đã gánh mọi tội ác, mọi yếu đuối trên mình". Cũng chính vì sự so sánh này mà hàng ngày các giáo dân thường cầu nguyện "Lạy Chiên Thiên Chúa, Đấng xóa tội trần gian, xin thương xót chúng tôi...". Trong Kinh thánh còn cho thấy dê chính là vật cưng của Quỷ Satan (Baphomet).
Trong các kinh Cựu ước và Tân ước có đề cập đến hình tượng hai con dê dùng để hiến tế (con dê gánh tội). Con thứ nhất là con dê tạ tội tức là con dê bị giết để tạ tội với Chúa, còn con dê thứ hai là con dê gánh tội là con dê bị yểm trù mọi tội lỗi của người Do Thái trút lên nó rồi đuổi nó vào sa mạc. Cả hai con dê đều liên quan đến nghi thức hiến tế và được đề cập rất cụ thể, từng chi tiết và sống động trong các tài liệu của Kitô giáo. Trong kinh Cựu Ước: Dê được nhắc đến trong kinh Cựu ước thông qua câu chuyện về Chúa gọi và chọn ông Áp-ra-ham để khởi đầu cho một dân riêng của Chúa. 
Trong kinh Tân Ước con số tám ngày liên quan đến chuyện con dê trong Cựu ước. Chúa đã nói với Mô-sê rằng Bê, chiên, hay dê, sau khi sinh, sẽ ở với mẹ nó bảy ngày, từ ngày thứ tám trở đi, nó sẽ được đoái nhận làm lễ tiến, làm lễ hỏa tế dâng Chúa (Lv 22:27).

## Phương Đông
Trong văn hóa phương Đông với thuyết 12 con giáp thì dê là con giáp đại biểu cho địa chi Mùi - một chi quan trọng, mang những ý nghĩa triết lý và nhân văn sâu sắc. Giờ Mùi kéo dài từ 13 đến 15 giờ, thời gian mở đầu buổi chiều, con người vừa ăn trưa xong, đang thanh thản nghỉ ngơi và sung mãn bước vào buổi lao động mới. Trong 12 con giáp, Dê được xem là biểu tượng của tính ôn hòa, thuần hậu nhưng cũng không kém phần nhanh trí. Dê là một trong những thần vật được người Ai Cập sùng bái vì sự đóng góp quan trọng của dê đối với đời sống con người. Một số dân tộc khác lại dùng dê làm vật tế thần. Người Ai Cập dùng dê dâng cho các ác thần để thay thế cho con người. Con dê đã đi vào văn hoá người Indonesia một cách sâu đậm. Nó đã trở thành món lễ vật chủ yếu và không thể thay thế ở một số lễ hội quan trọng như lễ hội Hurban, Akikah..., ngày cưới, hiếu hỉ và các dịp quan trọng khác.

### Trung Quốc
Ở Trung Quốc có nhiều điển tích gắn liền với con dê, nổi tiếng thì có điển tích Dương xa (tức xe dê kéo), cụ thể là vua Tấn Võ đế của Trung Quốc thường dùng xe dê kéo đi mỗi đêm trong cung cấm, hễ dê dừng ở cửa phòng cung phi nào tức đêm ấy nhà vua sẽ ngủ với cung phi đó. Nên hàng trăm cung phi mỗi đêm tìm lá dâu non loại lá mà dê háu ăn rồi đặt trước cửa phòng để xe dê dừng lại. Nhưng không được vua đến tìm thú vui, thì người cung nữ cảm thấy cô đơn lạnh lẽo. Và điều này được phản ánh qua tác phẩm của Việt Nam là Cung oán ngâm khúc. Điển tích chăn dê gắn liền với Tô Vũ khi đi sứ mang đất Hung Nô, bị Thuyền Vu Hung Nô giữ không cho về và truyền lệnh đầy ông này lên phương bắc (Bắc Hải). Ông này phải chăn một đàn dê đực, với sắc chỉ của chúa Hung Nô: Bao giờ trong đàn dê, dê đực đẻ con, sứ thần Tô Vũ được trở về đất Hán.
Điển tích năm bộ da dê kể về thừa tướng Bách Lý Hề lưu lạc sang nước Sở làm kẻ chăn dê. Vua nước Tần là Mục Công biết Bá Lý Hề là người tài giỏi, sai người mang năm bộ da dê chuộc về làm tướng quốc khi đã ở tuổi 70. Người nước Lỗ thời trước hay mổ thịt dê đực làm lễ Cốc sóc, về sau lễ ấy được bỏ đi nhưng người ta vẫn theo lệ mà nộp dê. Tử Cống muốn bỏ hẳn lệ ấy đi, nhưng Khổng Tử lại bảo Ngươi tiếc con dê còn ta thì tiếc cái lễ ngầm nói rằng triều vua bây giờ đã suy, bỏ mất lễ Cốc sóc nhưng vẫn giữ tục nộp dê thì người ta vẫn nhớ đến lễ ấy và lễ cốc sóc không mất hẳn. Trang Tử đã có kể chuyện về người bán thịt dê nước Sở, có công phò vua, nhưng từ chối công khanh. Sách Liệt Tử, cùng thời, kể chuyện một con dê mất, nhiều người đi tìm, nhưng không kiếm ra vì đường đời lắm ngã rẽ.

### Việt Nam
Do dê được thuần dưỡng từ rất sớm, sử dụng phổ biến, liên tục, lâu dài, mang giá trị vật chất đa dạng và mật thiết, nên dê cũng tạo giá trị tinh thần phong phú ảnh hưởng đến tâm linh và đời sống văn hóa nghệ thuật của người Việt Nam. Đối với người Việt Nam, dê cũng tạo ra giá trị tinh thần phong phú, ảnh hưởng sâu rộng đến tâm linh và đời sống văn hoá nghệ thuật của người Việt Nam. Nó là một trong sáu con vật nuôi thông dụng nhất trong Lục súc gồm Dê, gà, chó, lợn, ngựa, trâu và một trong ba thứ lễ vật đặc biệt để cầu cúng, tế dâng thánh là tam sinh gồm dê, lợn, bò trong sự kết hợp thiên can với địa chi để tính thời gian và chu kỳ phát triển, dê nhập hệ lịch can chi 12 con vật, là biểu tượng chi Mùi.

#### Lễ hội
Sách Lĩnh Nam Chích Quái kể lại rằng từ thời xa xưa, người Việt trong hôn nhân, đã biết giết trâu, dê làm đồ lễ, con dê đã được nuôi làm gia súc và sử dụng vào việc tế lễ. Vào giữa thế kỷ XVI, trong bài Đào Nguyên Hành thì Trạng Bùng Phùng Khắc Khoan đã tả cảnh nông thôn Việt Nam là Trâu bò, gà lợn, dê ngan/Đầy lũ đầy đàn, rong thả khắp nơi. Vào thời nhà Nguyễn, con dê chỉ được sử dụng trong việc tế lễ: Dê vốn thật thuộc loài tế lễ/... Để hòng khi tế thánh tế thần/... Hễ có việc lấy dê làm trước/Dê dâng vào người mới lạy sau. Theo Đại Nam thực lục Chính Biên, dưới Triều đại vua Minh Mạng, mùa Đông năm Minh Mạng (1836) thứ 17, nhà vua sai mua 220 dê đực và 100 dê cái, chọn 20 con dê đực giao Tể sinh làm lễ vật tế lễ Nam Giao, đặt tại đàn Thượng có thịt dê ướp dương hải.

Tranh dân gian Việt Nam về cảnh bịt mắt, bắt dê

Hình ảnh dê trở nên sinh động, gần gũi hơn qua những trò chơi và lễ hội truyền thống. Nếu như ở phương Tây, có trò chơi đếm cừu thì ở Việt Nam có trò bịt mắt bắt dê rất vui vẻ,

#### Văn học
Dê cũng là hình ảnh tiêu biểu đi vào thơ văn Việt. Trong tác phẩm Hịch Tướng sĩ, Trần Hưng Đạo cũng có nhắc đến hình ảnh con dê và coi đó là biểu hiện của bọn sứ giả Mông Cổ chỉ bằng loài dê chó nhưng hống hách, ngạo mạn: Uốn lưỡi cú diều mà sỉ mắng triều đình/Đem thân dê chó mà ngạo mạn tể tướng. Văn tế nghĩa sĩ Cần Giuộc của Nguyễn Đình Chiểu có câu: Hai vầng nhật nguyệt chói loà/đâu dung lũ treo dê bán chó/ Mùi tinh chiên vấy đã ba năm, ghét thói mọi như nhà nông ghét cỏ. Nhà vua Lê Thánh Tông cũng có nói về loài dê: Biển bắc xuân chầy dê chẳng nghén/Trời nam thu thẳm nhạn không thông. Trong truyện nôm Tô Công phụng sứ, nhân chuyện Lê Quang Bí đi sứ Trung Quốc, bị nhà Minh giữ lại 18 năm ở Nam Ninh: Hơi dê hãy ngấu manh tơi lá /Tuyết nhạn còn in cái tóc lông.
Trong ca dao, văn học dê cũng hiện lên sinh động. Trẻ em nhà quê khi chơi trò dung dăng dung dẻ thường thuộc lòng bài đồng dao vui nhộn Dung dăng dung dẻ/Dắt trẻ đi chơi/Cho Cháu về quê/Cho dê đi học/Cho cóc ở nhà/Cho gà bới bếp. Trong nghệ thuật, trong tranh bức vẽ hai dê qua cầu diễn tả hai chú dê húc nhau, giữa chiếc cầu cong do chẳng con nào chịu nhường đối phương hay còn gọi là bạng nhau. Mô tả đặc sắc nhất là bức bịt mắt bắt dê của làng tranh Đông Hồ (Bắc Ninh) Vẽ cảnh chú dê vừa chạy trốn vừa ngoái nhìn đôi thanh niên nam nữ mặt bịt kín đang lần mò tìm bắt nó. Nhà thơ Bùi Giáng cũng có một thời kỳ chính ông cũng một thời chán đời về mua dê và chăn dê ở quê nhà, núi đồi Quế Sơn tỉnh Quảng Nam, trong khoảng từ (1945 đến 1952), ông đã có bài thơ cảm khái trong đó mô tả về loài dê. Nhà thơ Lê Đạt cũng có câu thơ về dê, Hay những câu thơ khác là: Một con dê trắng... hai con trắng dê/Ba con dê trắng/Dê hằng hà nghìn lẻ vỗ bạch đêm. Và những câu thơ như: Rừng động xanh/Ai đừng được xuân/Mấy dê non buồn sừng húc gió/Cẫng lên cỡn lên/Be he xuân. 

## Trong thành ngữ
Trong ngôn ngữ Việt Nam, hình ảnh dê xuất hiện khá đa dạng, sinh động, hấp dẫn và đầy ngụ ý. Dê (dương) ở nhiều lĩnh vực ngôn từ tự nhiên và xã hội, lý thuyết sách vở và giao tiếp thực tiễn. Dê được lấy làm đối tượng cho nhiều câu ngạn ngữ, tục ngữ, thành ngữ, ca dao sinh động, dân dã như: Bán bò tậu ruộng mua dê về cày chê cách thức làm ăn không biết tính hay thuật ngữ Cà kê dê ngỗng đánh giá sự kể lể tản mạn, dài dòng huyên thuyên những chuyện lặt vặt, ngoài lề. Giàu nuôi chó, khó nuôi dê, không nghề nuôi ngỗng là kinh nghiệm lựa chọn những hoạt động phù hợp với năng lực, hoàn cảnh
Thuật ngữ nổi tiếng: Treo đầu dê, bán thịt chó chỉ về sự không thống nhất giữa nội dung và hình thức, Chỉ người nói một nơi, làm một nẻo nói và làm không ăn khớp nhau (trong câu thơ của Nguyễn Bỉnh Khiêm: Lận thế treo dê mang bán chó/Lập danh cỡi hạc lại đeo tiền. Máu bò cũng như tiết dê dù hai thứ tiết khác nhau người ta ăn tiết canh dê không ai ăn tiết canh bò ám chỉ con người không rõ ràng trong các vấn đề. Dương chất hổ bì có nghĩa là cái chất là chất dê như da là da cọp, dùng bề ngoài loè loẹt, giả dối để lừa bịp che đậy thực chất bên trong. Trong binh pháp cũng có kế: Thuận thủ khiên dương (tiện tay dắt dê) hày thuật ngữ Xua dê cừu đi đấu với hổ báo chỉ về sự không tương quan lực lượng.

## Tính dục

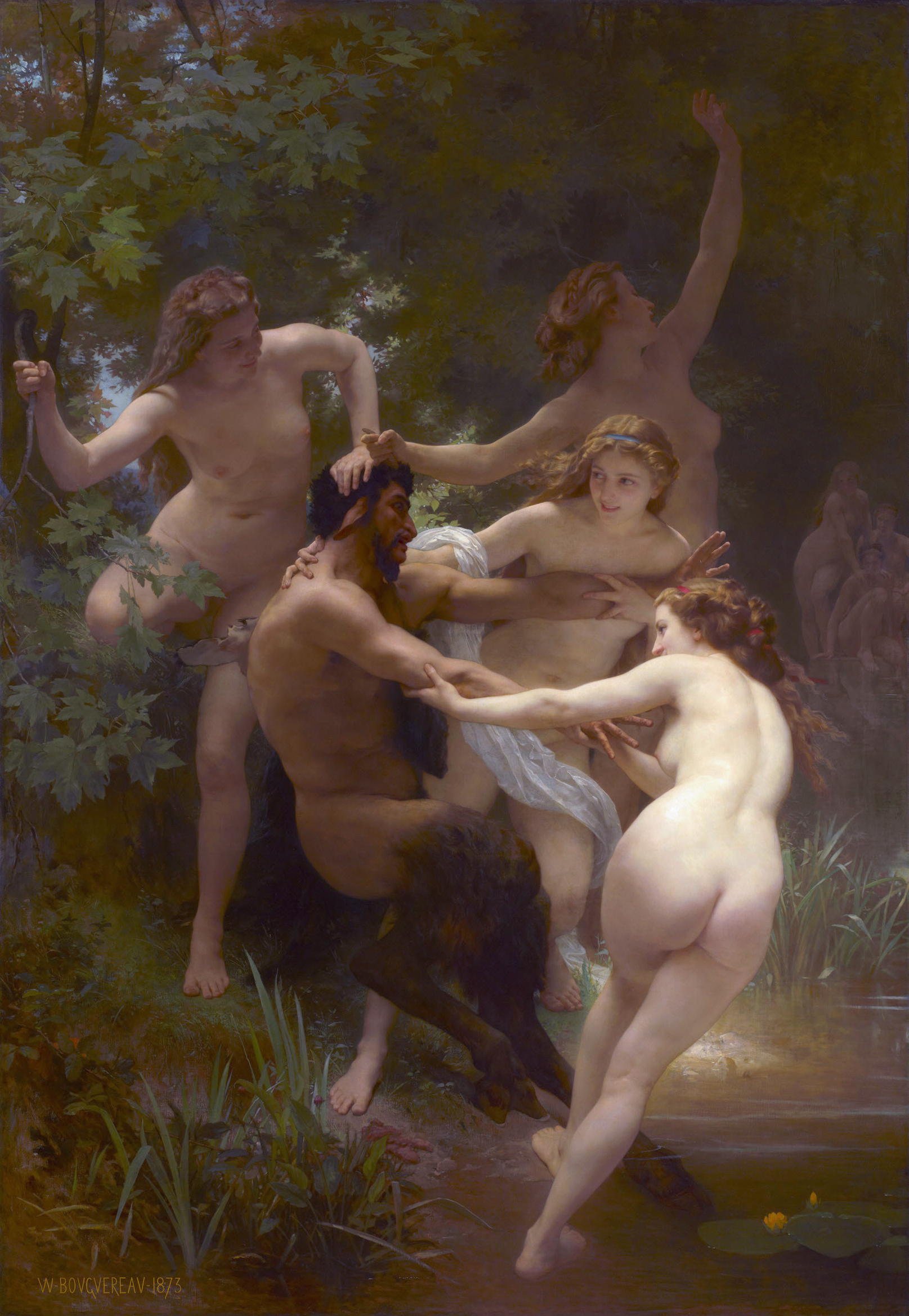
Họa phẩm về thần dê và các thần nữ

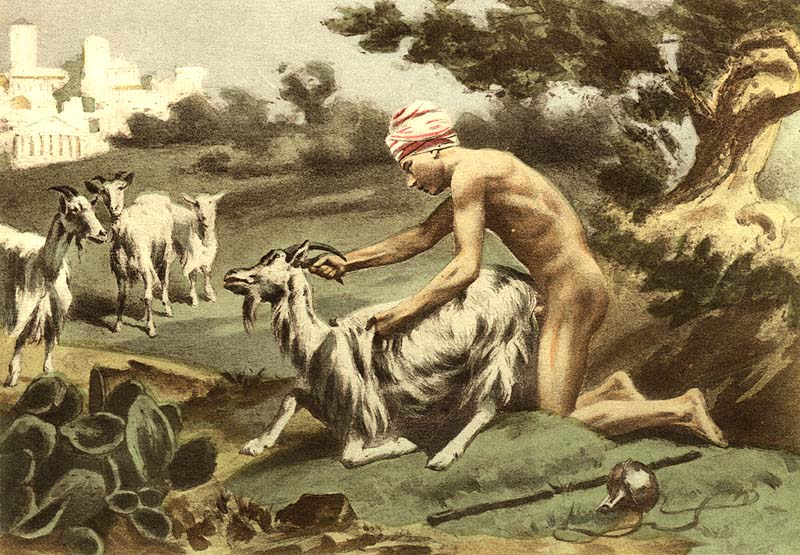
Làm tình với dê

Về tự nhiên, với bản tính giao phối và sinh sản rất mạnh nên dê được gán cho hình tượng của sự dâm đãng và thô tục, điều này là điểm tương đồng trong nhiều nền văn hóa khác nhau trên thế giới. Chính vì khả năng sinh lý của mình, con dê gắn liền với nhiều thành kiến. Người ta hay dùng từ Máu dê để chỉ những người có ham muốn, không kiểm soát và muốn thể hiện khả năng sinh dục mạnh mẽ, thói dê khái quát bản tính ham chinh phục người khác giới hay sự dâm tiện, dê cụ hay dê già chỉ kẻ rất dâm đãng, dê xồm cũng có nghĩa tương tự.
Râu dê mô tả bộ râu rậm, dài, hơi cong và cũng là hình ảnh khêu gợi, tiếng kêu be be của con dê đôi khi cũng gợi lên tiếng cười dâm dật, dê (ai đó) còn là từ chỉ hành vi sàm sỡ người khác. người Việt Nam thì gọi là dê, dê xồm, dê cụ, dê già, dê gái, máu dê. Người đàn ông hiếu dục, dâm đãng, thô tục thì người Tây phương gọi là Satyre. Người Mỹ cũng có cụm từ Let go you randy old goat!, tạm dịch: buông tao ra, đồ dê già. To get someboy's goat, tạm dịch là quấy rối (ai đó). Ở Việt Nam, những người sinh vào năm dê đều mang tuổi Mùi, hình ảnh một con dê cụ: Tuổi Mùi là con dê chà/Có sừng, có gạc, râu ra um sùm
Trong văn chương và trong văn hóa Việt Nam, hình ảnh con dê thường bị nhìn dưới một khía cạnh châm biếm. Vì con dê đực có khả năng truyền giống rất mạnh, nên người ta thường ví những ông có máu thích lang chạ trong vấn đề tình ái và tình dục với biệt hiệu Dê xồm. Tục ngữ Việt Nam có câu: Bươm bướm mà đậu cành bông/Đã dê con chị, lại bồng con em. Những "ông dê xồm" này bị người đời coi khinh, vì họ không theo khuôn phép thuần phong mỹ tục. Người ta cũng thường liên hệ giữa con dê và người có máu dê và thường chỉ trích và cảnh cáo những kẻ già đa tình hay sàm sỡ một cách bừa bãi. Trong Lục Vân Tiên, bộ mặt của Bùi Kiệm đã từng giở trò với Kiều Nguyệt Nga, trở thành trơ trẽn qua câu thơ: Con người Bùi Kiệm máu dê/Ngồi chai bộ mặt như giề thịt trâu. Nữ sĩ Hồ Xuân Hương cũng từng miêu tả về những nhu cầu tính dục khá thầm kín thông qua từ ngứa, buồn/châm, húc: Ong non ngứa nọc châm hoa rữa/Dê cỏn buồn sừng húc giậu thưa. Trong số đề, mỗi con số đề có vẽ hình một súc vật trong đó số 35 kèm hình con dê số băm lăm có nghĩa là hiếu sắc.